# Springfield, Oregon
Springfield là một thành phố trong Quận Lane, tiểu bang Oregon, Hoa Kỳ, chỉ cách Eugene, Oregon chính yếu bởi Xa lộ liên tiểu bang 5. Springfield được đặt tên như vậy là vì có một suối tự nhiên (natural spring) ở trong một cánh đồng (field) hay đồng cỏ (prairie) bên trong nội giới của thành phố hiện tại. Theo thống kê dân số năm 2000, thành phố có tổng dân số là 52.864. Ước tính năm 2006 là 57.065 cư dân.

## Lịch sử

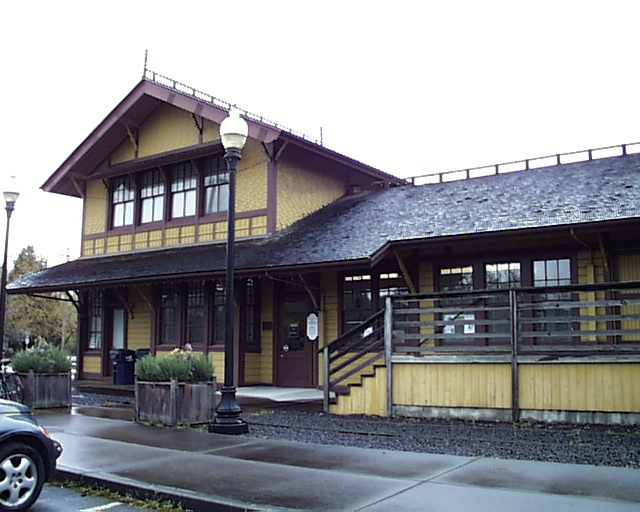
Nhà kho của tuyến xe lửa Southern Pacific lịch sử tại Springfield

Springfield là nơi định cư khi Elias và Mary Briggs cùng gia đình của họ đến vào năm 1848. Họ trong số những người đầu tiên đi đến vùng bằng "Con đường miền nam" qua Hồ Klamath, vượt qua Dãy núi Cascades, vào trong Thung lũng Rogue, rồi đi về phía bắc đến Thung lũng Willamette. Elias Briggs cùng với William Stevens cùng điều hành một con phà trên sông Willamette gần đó.
Theo hồ sơ chủ quyền đất được chính phủ ban phát, Stevens là người định cư đầu tiên tuyên bố chủ quyền trong địa phương Springfield. Ông đến đó vào tháng 10 năm 1847 và khởi đầu xây một ngôi nhà cùng với ba người con trai lớn nhất, và khi ngôi nhà hoàn thành vào tháng 12, toàn bộ gia đình của ông đoàn tụ với ông và một ngày giáng sinh năm đó.
Người đến vùng phụ cân Springfield từ sớm là Felix Scott, Sr. đã định cư ở khoảng giữa từ sông McKenzie và sông Willamette năm 1847.
Năm 1854 Học khu Springfield số 19 được thành lập. Một ngôi nhà dùng làm trường nhỏ được xây gần góc đường 7 và đường B hướng nam; nó đã phục vụ cộng đồng cho đến thập niên 1880. Cô Agnes Stewart, một phụ nữ trẻ từ Pennsylvania, là cô giáo đầu tiên.
Theo Điều tra Dân số Hoa Kỳ năm 1860, có 399 người sống tại Springfield. Năm 1861, trận lụt tồi tệ nhất trong lịch sử có ghi nhận của sông Willamette đã xảy ra
Năm 1871, tuyến xe lửa chính giữa Oregon và California không đi qua Springfield mà qua Eugene.
Springfield được tổ chức thành một thành phố năm 1885. Albert Walker, một người làm đồ sắt trong thị trấn là thị trưởng đầu tiên của Springfield.
Vì Springfield và Eugene gần nhau nên hai thành phố có chiều hướng bổ khuyết cho nhau: Eugene có Đại học Oregon, Springfield có một số nhà máy gỗ; Eugene cấp tiến hơn, Springfield thì bảo thủ hơn; Eugene có chiều hướng là nơi cho giới thượng trung lưu, trong khi Springfield là nơi cho giới lao động chân tay.
Nhiều năm qua, kinh tế của Springfield đã bám vào công nghiệp gỗ. Chủ nhân lớn nhất là Công ty Weyerhaeuser mở cơ sở Springfield của nó năm 1949, và sau nhiều năm khai thác gỗ quy mô bị bắt buộc giảm bớt vì cây gỗ đủ tuổi càng ngày càng ít hơn. Trong thập niêm 1990, nhà máy xẻ gỗ Weyerhaeuser và nhà máy làm ván ép bị đóng cửa, và nhà máy giấy bị cắt giảm quy mô. Springfield hiện giờ phát triển một nền kinh tế đa dạng hơn, và chủ nhân lớn nhất có thể nói là Peace Health đang tiến hành dời bịnh viện và phòng thí nghiệm (Oregon Medical Laboratories) từ Eugene về Springfield.

## Địa lý
Theo Cục Điều tra Dân số Hoa Kỳ, thành phố có tổng diện tích là 37,3 km² (14,4 mi²), tất cả là đất.
Sông McKenzie chảy qua Springfield dọc theo phía bắc thành phố. Con sông này là một trong những con sông hoang dã quan trọng nhất của tiểu bang. Nó bắt đầu từ các con sông băng trên Dãy núi Cascade, rồi chảy qua các thác ghềnh cho đến khi nó kết thúc tại sông Willamette ở ngay phía tây của Springfield. Con sông có rất nhiều cá trout, và là một phần của văn hóa địa phương cũng như giúp hỗ trợ du dịch.